# John B. Fenn
 (décembre 2023).
Si vous disposez d'ouvrages ou d'articles de référence ou si vous connaissez des sites web de qualité traitant du thème abordé ici, merci de compléter l'article en donnant les références utiles à sa vérifiabilité et en les liant à la section « Notes et références ».
John Bennett Fenn (né le 15 juin 1917 à New York (État de New York)  et mort le 10 décembre 2010 à Richmond (Virginie)) est un professeur-chercheur américain en chimie analytique, prix Nobel de chimie de 2002.

## Biographie
Né à New York en 1917, John B. Fenn passe néanmoins son enfance à Berea, dans le Kentucky, où il obtient un baccalauréat, option chimie. Après l'obtention de son doctorat de l'université Yale, à New Haven dans le Connecticut, il travaille pour une entreprise privée (1945-1952) à Richmond (Virginie), avant d'enseigner aux universités Princeton, au New Jersey, puis Yale, puis (en 1994) à la VCU (université du Commonwealth de Virginie) de Richmond (Virginie).
En carrière, il écrit un livre et une centaine d'articles scientifiques et détient, seul ou en équipe, 19 brevets d'invention.
Les travaux de John B. Fenn ont notamment permis l'emploi de la spectrométrie de masse sur de grosses molécules biologiques, ce qui jusqu'alors était impossible. Pour cela, Fenn a dissous des macromolécules dans de l'eau, et les a soumises à un champ électrique de 3 000 V en laissant lentement l'eau s'évaporer, à cause de quoi seules les molécules chargées étaient disponibles pour les étapes suivantes. Après accélération de celles-ci, il a pu calculer la masse de ces molécules (qui contrairement à ce qui se passait auparavant, sont intactes et chargées) par détermination du temps de vol sur une distance donnée.
Son procédé Electrospray ionization (ESI) fut dévoilé en 1988 mais fut développé dès 1983 en Allemagne en collaboration avec Jan Peter Toennies à l'institut Max-Planck de Göttingen.
En 2002, il est colauréat avec Kōichi Tanaka du prix Nobel de chimie de 2002 (l'autre moitié du prix étant remise à Kurt Wüthrich) « pour le développement de méthodes d'identification et d'analyses structurale de macromolécules biologiques [...] pour leur développement des méthodes de désorption par ionisation douce pour des analyses de macromolécules biologiques par spectrométrie de masse ».
De telles méthodes facilitent le développement de la protéomique (l'étude du protéome), reliée à la génomique (l'étude du génome), en biologie moléculaire.
John Bennett Fenn meurt à Richmond (Virginie) le 10 décembre 2010 à l'âge de 93 ans.